# Wamba

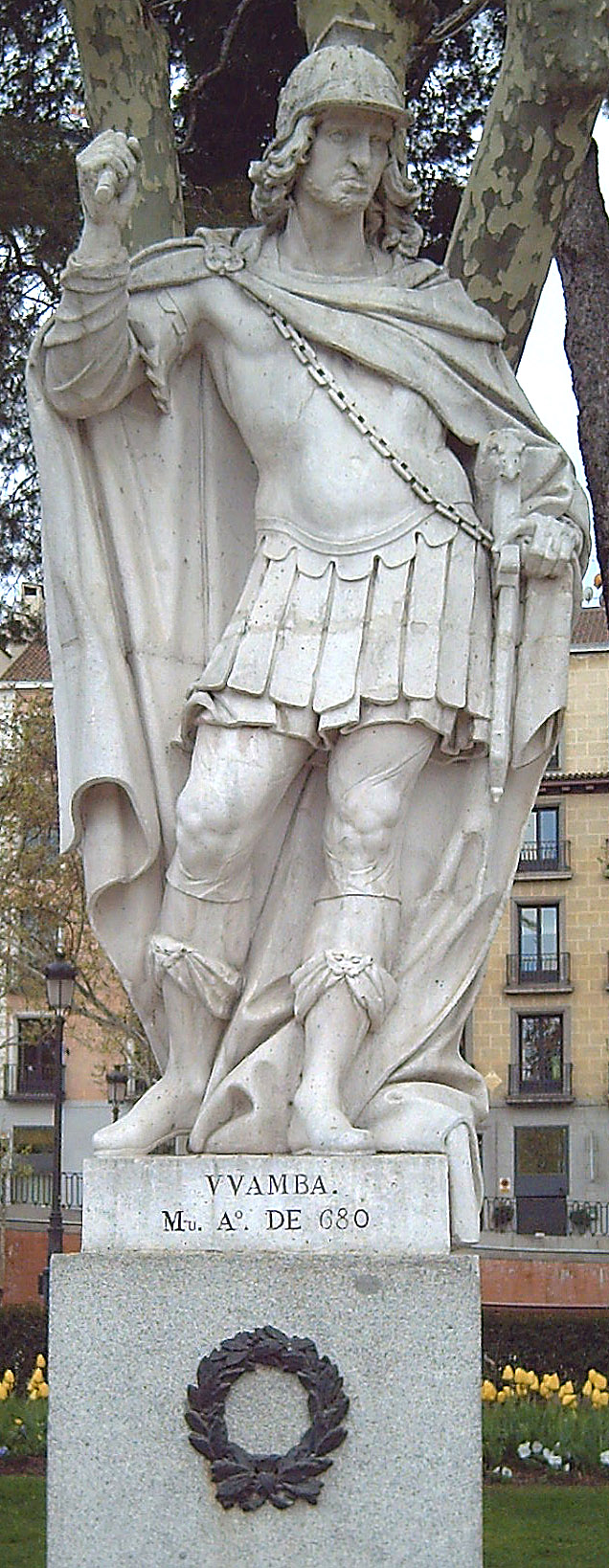
Statue Wambas auf der Plaza de Oriente in Madrid vor dem Königlichen Palast von Alejandro Carnicero

Wamba (Flavius Wamba Rex; † 681/683) war vom 1. September 672 bis zum 14. Oktober 680 König der Westgoten.

## Regierungsantritt
Wamba wurde am 1. September 672, dem Todestag seines Vorgängers Rekkeswinth, der anscheinend keinen männlichen Erben hatte, zum König gewählt, angeblich gegen seinen entschiedenen Widerstand. Er war damals schon betagt. Am 19. September 672 erhielt er in der Palastkirche von Toledo die Königssalbung als kirchliche Herrscherweihe. Es war die erste von Quellen ausdrücklich bezeugte Salbung eines Herrschers im Westgotenreich (und in der gesamten europäischen Geschichte), doch vermuten manche Historiker, dass es schon früher Salbungen gab. Maßgeblich war das Vorbild der alttestamentlichen Königssalbung. Als Tag des Regierungsantritts betrachtete Wamba allerdings den Tag der Wahl, er wurde also nicht durch die Salbung König.

## Aufstände
Nach der Erlangung der Königswürde unternahm Wamba zunächst einen erfolgreichen Feldzug gegen die rebellischen Basken und zwang sie, Geiseln zu stellen.
Im nördlich der Pyrenäen gelegenen Reichsteil Septimanien rebellierten Adlige und ein Teil des Klerus unter Führung des Grafen Hilderich von Nîmes im Einvernehmen mit den benachbarten Franken. Gegen sie entsandte Wamba den Heerführer Paulus. Paulus ging jedoch zu den Aufständischen über und setzte sich an deren Spitze. Er ließ sich in Narbonne zum König erheben, krönen und salben, wobei er aber den Eindruck erwecken wollte, nicht die Beseitigung Wambas anzustreben, sondern eine Reichsteilung; in einem Brief an Wamba bezeichnete er sich als „östlichen König“ und Wamba als „König des Südens“. Zu den Rebellen gehörte auch Ranosind, der Herzog der Tarraconensis im Nordosten der Iberischen Halbinsel. Wamba konnte den Aufstand rasch niederwerfen. Angehörige seiner eigenen Truppen, die auf dem Marsch nach Norden Vergewaltigungen begangen hatten, ließ er beschneiden, das heißt, er machte sie zu Juden und stieß sie damit aus der Rechtsgemeinschaft der Goten aus. Dies entspricht der judenfeindlichen Politik des Reichs von Toledo. Wamba verzichtete darauf, die gefangenen Aufständischen hinrichten zu lassen. Diese Vorgänge beschreibt der Metropolit Julian von Toledo in seiner Schrift Historia Wambae regis (Geschichte des Königs Wamba), in der er Wamba verherrlicht.
Der Aufstand des Paulus lässt erkennen, dass es im Nordosten des Reichs eine starke separatistische Bewegung gab. Aus Julians Darstellung geht außerdem hervor, dass zwischen den Goten einerseits und der romanischen Bevölkerung Septimaniens („Gallier“) sowie den Franken andererseits Feindseligkeit und tiefe gegenseitige Verachtung herrschte. Unter anderem warf Julian den „Galliern“ mit scharfen Worten ein positives Verhältnis zu den in Septimanien lebenden Juden vor und vermerkte beifällig, dass Wamba nach seinem Sieg die Juden aus Narbonne vertrieb.

## Kirchenpolitik
Wamba beanspruchte für sich eine für damalige Verhältnisse ungewöhnliche Herrschaft über die Kirche. Er vermied es, eine Reichssynode einzuberufen, und griff in die Kirchenorganisation ein, indem er eigenmächtig mehrere Bistümer gründete. Eines davon war ein Hofbistum an der Toledaner Palastkirche, mit dessen Errichtung der Zuständigkeitsbereich des dortigen Metropoliten beschnitten wurde.

## Militärgesetz
Da der Feldzug gegen Paulus Mängel in der Heeresorganisation aufgedeckt hatte, erließ Wamba am 1. November 673 ein Militärgesetz, in dem er nicht nur die Adligen mit ihren Gefolgschaften, sondern auch die Bischöfe und höheren Kleriker zum Wehrdienst verpflichtete und bei Verweigerung der Heeresfolge schwere Strafen androhte. Das Gesetz lässt erkennen, dass das westgotische Heer vorwiegend aus dem Aufgebot der Vornehmen bestand, die ihre Gefolgschaften ins Feld führten.

## Abdankung und Tod
Im Oktober 680 wurde Wamba von Erwig, der sein Nachfolger wurde, gezwungen, abzudanken. Nach einer späten Überlieferung in der von Alfons III. in Auftrag gegebenen Chronica Adefonsi III., deren Glaubwürdigkeit umstritten ist, mischte ihm Erwig das Nervengift Spartein in ein Getränk, was ihn vorübergehend betäubte. Jedenfalls erhielt Wamba als vermeintlich Todkranker das Bußsakrament von Erzbischof Julian von Toledo und wurde nach damaligem Brauch mit einem Ordensgewand bekleidet und durch die Tonsur in den geistlichen Stand aufgenommen. Damit wurde er regierungsunfähig. Er unterschrieb ein Dokument, in dem er Erwig zum Nachfolger bestimmte, und zog sich in ein Kloster zurück. Dort verstarb er; in den Akten des am 4. November 683 eröffneten 13. Konzils von Toledo wird er jedenfalls als verstorben bezeichnet. Die späte, erst in der Geschichtsschreibung des Königreichs Asturien auftauchende Behauptung, er habe noch 687 vom Kloster aus ins politische Geschehen eingegriffen, ist frei erfunden.
Einer späten, unglaubwürdigen Legende zufolge befand sich das Kloster, in dem Wamba die letzten Jahre seines Lebens verbrachte und auch begraben wurde, in der Kleinstadt Pampliega (Provinz Burgos). Angeblich verbrachte Alfons X. im 13. Jahrhundert die Gebeine Wambas in die Kirche Santa Leocadia in Toledo.

## Rezeption
Eine eigentümliche Rolle spielt Wamba in der Legende des heiligen Einsiedlers Ägidius, des angeblichen ersten Abtes von Saint-Gilles. Die älteste überlieferte Lebensbeschreibung dieses außerordentlich populären frühmittelalterlichen Heiligen stammt aus dem 10. Jahrhundert; als Quelle für den historischen Ägidius ist sie fast wertlos. Der mittelalterlichen Legende zufolge lebte Ägidius in der Wildnis; eine Hirschkuh nährte ihn mit ihrer Milch. Eines Tages verfolgte der jagende Gotenkönig das Tier. Die Hirschkuh suchte bei Ägidius Zuflucht. Ein von Wamba abgeschossener Pfeil verletzte den Heiligen. Ägidius nahm keine Hilfe und keine Gaben des Königs an, schlug ihm aber die Errichtung des Klosters vor, dessen erster Abt der Einsiedler dann wurde. In der Bildenden Kunst des Mittelalters war Ägidius mit der Hirschkuh ein beliebtes Motiv. Mitunter wurde dabei auch Wamba abgebildet, beispielsweise auf Fresken in der Kirche St. Rupert in Weißpriach (Österreich).
Im 17. Jahrhundert schrieb der Dichter Lope de Vega eine Komödie über Wamba, La comedia de Wamba, in der Wamba an Erwigs Gift stirbt. 1847 verfasste José Zorrilla y Moral das Stück El rey loco (Der verrückte König), in dem Wamba als Hauptfigur Verrücktheit vortäuscht und am Schluss seine Krone dem Volk hinwirft.
Der österreichische Schriftsteller Erich Hackl veröffentlichte 1991 ein Märchen mit dem Titel König Wamba. Es ist illustriert von Paul Flora und erzählt die Geschichte der bärtigen Westgoten, die ein Frauendorf unterjochen und die Frauen als Bartlose dazu zwingen, ihnen zu Diensten zu sein. Durch List gelingt es den Frauen letztlich, die Goten auf Dauer von ihren Bärten zu befreien und dadurch Gerechtigkeit herzustellen. Das Märchen ist auch als Hörbuch erschienen.